# Anthony Brown
Anthony LeJohn Brown (ur. 10 października 1992 w Bellflower) – amerykański koszykarz, występujący na pozycjach rzucającego obrońcy oraz niskiego skrzydłowego, obecnie zawodnik CSP Limoges.
W 2015 roku został wybrany z 34 numerem draftu NBA przez Los Angeles Lakers.
21 listopada 2016 podpisał umowę mająca obowiązywać do końca sezonu z klubem New Orleans Pelicans. Po rozegraniu 9 gier sezonu regularnego został zwolniony 9 grudnia. 22 stycznia 2017 zawarł 10-dniową umowę z Orlando Magic.
1 sierpnia 2017 podpisał umowę z Minnesotą Timberwolves na występy w NBA oraz zespole G-League – Iowa Wolves.
29 sierpnia 2018 podpisał umowę z Philadelphia 76ers na czas obozu szkoleniowego. 10 października został zwolniony. 23 października dołączył do serbskiego Partizana NIS.

## Osiągnięcia
Stan na 29 grudnia 2019, na podstawie, o ile nie zaznaczono inaczej.
NCAA
- Uczestnik rozgrywek Sweet Sixteen turnieju NCAA (2014)
- Mistrz turnieju National Invitation Tournament (NIT – 2012, 2015)
- Zawodnik, który poczynił największy postęp w konferencji Pac-12 (2014)
- Wybrany do:
  - składu:
    - All-Pac-12 Honorable Mention (2015)
    - Pac-12 All-Academic Honorable Mention (2012, 2013)

  - I składu:
    - Pac-12 All-Academic (2014)
    - pierwszoroczniaków Pac-10 (2011)

  - II składu Pac-12 All-Academic (2015)

Indywidualne
- Uczestnik meczu gwiazd D-League (2017)[9]

Reprezentacja
- Uczestnik mistrzostw świata U–19 (2011 – 5. miejsce)